# Zwemmen op de Olympische Zomerspelen 1984
Het olympisch zwemtoernooi bij de Spelen van Los Angeles (1984) leed onder de boycot van de Oostblok-landen. Indrukwekkend was het optreden van Michael Groß. De Albatros uit West-Duitsland zegevierde op de 100 meter vlinderslag en de 200 meter vrije slag. Daar tegenover stond Groß' verrassende nederlaag op de 200 meter vlinderslag, waar hij werd afgetroefd door de relatief onbekende Australiër Jon Sieben.
Nederland was in het Universiteitsbad van LA vertegenwoordigd door een ploeg bestaande uit zestien zwemmers: tien vrouwen en zes mannen. Hoogtepunten waren de gouden medailles van Jolanda de Rover (200 meter rugslag) en Petra van Staveren (100 meter schoolslag). De totale oogst van de KNZB-equipe bedroeg twee gouden, één zilveren en drie bronzen medailles, alsmede vijftien finaleplaatsen en acht nationale records.

## Mannen

### 100 m vrije slag
| rang   | sporter             | land | tijd     |
| ------ | ------------------- | ---- | -------- |
| Goud   | Rowdy Gaines        | USA  | OR 49,80 |
| Zilver | Mark Stockwell      | AUS  | 50,24    |
| Brons  | Per Johansson       | SWE  | 50,31    |
| 4      | Mike Heath          | USA  | 50,41    |
| 5      | Dano Halsall        | SUI  | 50,50    |
| 6      | Alberto Mestre Sosa | VEN  | 50,70    |
| 6      | Stéphan Caron       | FRA  | 50,70    |
| 8      | Dirk Korthals       | FRG  | 50,93    |

### 200 m vrije slag
| rang   | sporter             | land | tijd       |
| ------ | ------------------- | ---- | ---------- |
| Goud   | Michael Groß        | FRG  | WR 1.47,44 |
| Zilver | Mike Heath          | USA  | 1.49,10    |
| Brons  | Thomas Fahrner      | FRG  | 1.49,69    |
| 4      | Jeff Float          | USA  | 1.50,18    |
| 5      | Alberto Mestre Sosa | VEN  | 1.50,23    |
| 6      | Frank Drost         | NED  | 1.51,62    |
| 7      | Marco Dell'Uomo     | ITA  | 1.52,20    |
| 8      | Peter Dale          | AUS  | 1.53,84    |

### 400 m vrije slag
| rang     | sporter         | land | tijd       |
| -------- | --------------- | ---- | ---------- |
| Goud     | George DiCarlo  | USA  | 3.51,23    |
| Zilver   | John Mykkanen   | USA  | 3.51,49    |
| Brons    | Justin Lemberg  | AUS  | 3.51,79    |
| 4        | Stefan Pfeiffer | FRG  | 3.52,91    |
| 5        | Franck Iacono   | FRA  | 3.54,58    |
| 6        | Darjan Petrič   | YUG  | 3.54,88    |
| 7        | Marco Dell'Uomo | ITA  | 3.55,44    |
| 8        | Ron McKeon      | AUS  | 3.55,48    |
| B-Finale |                 |      |            |
| 9        | Thomas Fahrner  | FRG  | OR 3.50,91 |

### 1500 m vrije slag
| rang   | sporter           | land | tijd     |
| ------ | ----------------- | ---- | -------- |
| Goud   | Mike O'Brien      | USA  | 15.05,20 |
| Zilver | George DiCarlo    | USA  | 15.10,59 |
| Brons  | Stefan Pfeiffer   | FRG  | 15.12,77 |
| 4      | Rainer Henkel     | FRG  | 15.20,03 |
| 5      | Franck Iacono     | FRA  | 15.26,96 |
| 6      | Stefano Grandi    | ITA  | 15.28,58 |
| 7      | David Shemilt     | CAN  | 15.31,28 |
| 8      | Wayne Shillington | AUS  | 15.38,18 |

### 100 m rugslag
| rang   | sporter      | land | tijd  |
| ------ | ------------ | ---- | ----- |
| Goud   | Rick Carey   | USA  | 55,79 |
| Zilver | David Wilson | USA  | 56,35 |
| Brons  | Mike West    | CAN  | 56,49 |
| 4      | Gary Hurring | NZL  | 56,90 |
| 5      | Mark Kerry   | AUS  | 57,18 |
| 6      | Bengt Baron  | SWE  | 57,34 |
| 7      | Sandy Goss   | CAN  | 57,46 |
| 8      | Hans Kroes   | NED  | 58,07 |

### 200 m rugslag
| rang   | sporter           | land | tijd    |
| ------ | ----------------- | ---- | ------- |
| Goud   | Rick Carey        | USA  | 2.00,23 |
| Zilver | Frédéric Delcourt | FRA  | 2.01,75 |
| Brons  | Cameron Henning   | CAN  | 2.02,37 |
| 4      | Ricardo Prado     | BRA  | 2.03,05 |
| 5      | Gary Hurring      | NZL  | 2.03,10 |
| 6      | Nicolai Klapkarek | FRG  | 2.03,95 |
| 7      | Ricardo Aldabe    | ESP  | 2.04,53 |
| 8      | David Orbell      | AUS  | 2.04,67 |

Rick Carey zwom een OR in de series, tijd 1.58,99.

### 100 m schoolslag
| rang   | sporter           | land | tijd       |
| ------ | ----------------- | ---- | ---------- |
| Goud   | Steve Lundquist   | USA  | WR 1.01,65 |
| Zilver | Victor Davis      | CAN  | 1.01,99    |
| Brons  | Peter Evans       | AUS  | 1.02,97    |
| 4      | Adrian Moorhouse  | GBR  | 1.03,25    |
| 5      | John Moffet       | USA  | 1.03,29    |
| 6      | Brett Stocks      | AUS  | 1.03,49    |
| 7      | Gerald Mörken     | FRG  | 1.03,95    |
| 8      | Raffaele Avagnano | ITA  | 1.04,11    |

### 200 m schoolslag
| rang   | sporter           | land | tijd       |
| ------ | ----------------- | ---- | ---------- |
| Goud   | Victor Davis      | CAN  | WR 2.13,34 |
| Zilver | Glenn Beringen    | AUS  | 2.15,79    |
| Brons  | Étienne Dagon     | SUI  | 2.17,41    |
| 4      | Richard Schroeder | USA  | 2.18,03    |
| 5      | Ken Fitzpatrick   | CAN  | 2.18,86    |
| 6      | Pablo Restrepo    | COL  | 2.18,96    |
| 7      | Alexandre Yokochi | POR  | 2.20,69    |
| —      | Marco del Prete   | ITA  | DQ         |

### 100 m vlinderslag
| rang   | sporter             | land | tijd     |
| ------ | ------------------- | ---- | -------- |
| Goud   | Michael Groß        | FRG  | WR 53,08 |
| Zilver | Pablo Morales       | USA  | 53,23    |
| Brons  | Glenn Buchanan      | AUS  | 53,85    |
| 4      | Rafael Vidal Castro | VEN  | 54,27    |
| 5      | Andy Jameson        | GBR  | 54,28    |
| 6      | Anthony Mosse       | NZL  | 54,93    |
| 7      | Andreas Behrend     | FRG  | 54,95    |
| 8      | Bengt Baron         | SWE  | 55,14    |

### 200 m vlinderslag
| rang   | sporter             | land | tijd       |
| ------ | ------------------- | ---- | ---------- |
| Goud   | Jon Sieben          | AUS  | WR 1.57,04 |
| Zilver | Michael Groß        | FRG  | 1.57,40    |
| Brons  | Rafael Vidal Castro | VEN  | 1.57,51    |
| 4      | Pablo Morales       | USA  | 1.57,75    |
| 5      | Anthony Mosse       | NZL  | 1.58,75    |
| 6      | Tom Ponting         | CAN  | 1.59,37    |
| 7      | Peter Ward          | CAN  | 2.00,39    |
| 8      | Patrick Kennedy     | USA  | 2.01,03    |

### 200 m wisselslag
| rang   | sporter           | land | tijd       |
| ------ | ----------------- | ---- | ---------- |
| Goud   | Alex Baumann      | CAN  | WR 2.01,42 |
| Zilver | Pablo Morales     | USA  | 2.03,05    |
| Brons  | Neil Cochran      | GBR  | 2.04,38    |
| 4      | Robin Brew        | GBR  | 2.04,52    |
| 5      | Steve Lundquist   | USA  | 2.04,91    |
| 6      | Andrew Phillips   | JAM  | 2.05,60    |
| 7      | Nicolai Klapkarek | FRG  | 2.05,88    |
| 8      | Ralf Diegel       | FRG  | 2.06,66    |

### 400 m wisselslag
| rang   | sporter             | land | tijd       |
| ------ | ------------------- | ---- | ---------- |
| Goud   | Alex Baumann        | CAN  | WR 4.17,41 |
| Zilver | Ricardo Prado       | BRA  | 4.18,45    |
| Brons  | Rob Woodhouse       | AUS  | 4.20,50    |
| 4      | Jesse Vassallo      | USA  | 4.21,46    |
| 5      | Maurizio Divano     | ITA  | 4.22,76    |
| 6      | Jeff Kostoff        | USA  | 4.23,28    |
| 7      | Stephen Poulter     | GBR  | 4.25,80    |
| 8      | Giovanni Franceschi | ITA  | 4.26,05    |

### 4x100 m vrije slag
| rang   | sporters                                                                               | land | tijd                    | totale tijd |
| ------ | -------------------------------------------------------------------------------------- | ---- | ----------------------- | ----------- |
| Goud   | Chris Cavanaugh Mike Heath Matt Biondi Rowdy Gaines Tom Jager Robin Leamy              | USA  | 50,83 49,60 49,67 48,93 | WR 3.19,03  |
| Zilver | Greg Fasala Neil Brooks Michael Delany Mark Stockwell                                  | AUS  | 51,00 49,36 50,26 49,06 | 3.19,68     |
| Brons  | Thomas Lejdström Bengt Baron Mikael Örn Per Johansson Richard Milton Michael Söderlund | SWE  | 51,29 50,83 51,28 49,29 | 3.22,69     |
| 4      | Dirk Korthals Andreas Schmidt Alexander Schowtka Michael Groß Nicolai Klapkarek        | FRG  | 51,11 51,48 50,91 49,48 | 3.22,98     |
| 5      | David Lowe Roland Lee Paul Easter Richard Burrell                                      | GBR  | 51,38 51,17 50,82 50,24 | 3.23,61     |
| 6      | Stéphan Caron Laurent Neuville Dominique Bataille Bruno Lesaffre                       | FRA  | 51,03 51,38 51,17 51,05 | 3.24,63     |
| 7      | David Churchill Blair Hicken Alex Baumann Sandy Goss Levente Mady                      | CAN  | 51,73 51,13 51,28 50,56 | 3.24,70     |
| 8      | Marcello Guarducci Marco Colombo Metello Savino Fabrizio Rampazzo Raffaele Franceschi  | ITA  | 51,53 51,21 51,54 50,69 | 3.24,97     |

### 4x200 m vrije slag
| rang   | sporters                                                                   | land | tijd                            | totale tijd |
| ------ | -------------------------------------------------------------------------- | ---- | ------------------------------- | ----------- |
| Goud   | Mike Heath David Larson Jeff Float Bruce Hayes Geoff Gaberino Rich Saeger  | USA  | 1.48,67 1.49,01 1.49,60 1.48,41 | WR 7.15,69  |
| Zilver | Thomas Fahrner Dirk Korthals Alexander Schowtka Michael Groß Rainer Henkel | FRG  | 1.49,83 1.48,75 1.50,26 1.46,89 | 7.15,73     |
| Brons  | Neil Cochran Paul Easter Paul Howe Andrew Astbury                          | GBR  | 1.52,08 1.49,64 1.51,63 1.51,43 | 7.24,78     |
| 4      | Peter Dale Justin Lemberg Ron McKeon Graeme Brewer Thomas Stachewicz       | AUS  | 1.51,96 1.52,08 1.50,52 1.51,07 | 7.25,63     |
| 5      | Sandy Goss Wayne Kelly Peter Szmidt Alex Baumann Benoit Clement            | CAN  | 1.51,69 1.53,08 1.51,23 1.50,51 | 7.26,51     |
| 6      | Michael Söderlund Tommy Werner Anders Holmertz Thomas Lejdström Mikael Örn | SWE  | 1.51,73 1.51,79 1.51,33 1.51,68 | 7.26,53     |
| 7      | Hans Kroes Peter Drost Edsard Schlingemann Frank Drost                     | NED  | 1.51,84 1.52,77 1.51,42 1.50,69 | 7.26,72     |
| 8      | Stéphan Caron Dominique Bataille Michel Pou Pierre Andraca                 | FRA  | 1.50,99 1.52,49 1.53,41 1.53,27 | 7.30,16     |

### 4x100 m wisselslag
| rang   | sporters                                                                                                  | land | tijd                      | totale tijd |
| ------ | --- | ---- | ------------------------- | ----------- |
| Goud   | Rick Carey Steve Lundquist Pablo Morales Rowdy Gaines David Wilson Richard Schroeder Mike Heath Tom Jager | USA  | 55,41 1.01,86 52,87 49,16 | WR 3.39,30  |
| Zilver | Mike West Victor Davis Tom Ponting Sandy Goss                                                             | CAN  | 56,61 1.02,33 54,01 50,28 | 3.43,23     |
| Brons  | Mark Kerry Peter Evans Glenn Buchanan Mark Stockwell Jon Sieben Neil Brooks                               | AUS  | 57,12 1.02,29 54,68 49,16 | 3.43,25     |
| 4      | Stefan Peter Gerald Mörken Michael Groß Dirk Korthals Andreas Behrend Alexander Schowtka                  | FRG  | 58,21 1.03,55 52,81 49,69 | 3.44,26     |
| 5      | Bengt Baron Peter Berggren Thomas Lejdström Per Johansson Michael Söderlund                               | SWE  | 57,16 1.05,00 54,98 49,99 | 3.47,13     |
| 6      | Neil Harper Adrian Moorhouse Andy Jameson Richard Burrell David Lowe                                      | GBR  | 58,37 1.03,61 54,10 51,31 | 3.47,39     |
| 7      | Patrick Ferland Etienne Dagon Theophile David Dano Halsall                                                | SUI  | 58,64 1.03,70 55,34 50,25 | 3.47,93     |
| —      | Daichi Suzuki Shigehiro Takahashi Taihei Saka Hiroshi Sakamoto                                            | JPN  | 57,70 1.03,70 55,35 —     | DQ          |

## Vrouwen

### 100 m vrije slag
| rang  | sporter              | land | tijd  |
| ----- | -------------------- | ---- | ----- |
| Goud  | Nancy Hogshead       | USA  | 55,92 |
| Goud  | Carrie Steinseifer   | USA  | 55,92 |
| Brons | Annemarie Verstappen | NED  | 56,08 |
| 4     | Conny van Bentum     | NED  | 56,43 |
| 5     | Michelle Pearson     | AUS  | 56,83 |
| 6     | Susanne Schuster     | FRG  | 56,90 |
| 7     | June Croft           | GBR  | 57,11 |
| 8     | Angela Russel        | AUS  | 58,09 |

### 200 m vrije slag
| rang   | sporter              | land | tijd    |
| ------ | -------------------- | ---- | ------- |
| Goud   | Mary Wayte           | USA  | 1.59,23 |
| Zilver | Cynthia Woodhead     | USA  | 1.59,50 |
| Brons  | Annemarie Verstappen | NED  | 1.59,69 |
| 4      | Michelle Pearson     | AUS  | 1.59,79 |
| 5      | Conny van Bentum     | NED  | 2.00,59 |
| 6      | June Croft           | GBR  | 2.00,64 |
| 7      | Ina Beyermann        | FRG  | 2.01,89 |
| 8      | Anna McVann          | AUS  | 2.02,87 |

### 400 m vrije slag
| rang   | sporter              | land | tijd       |
| ------ | -------------------- | ---- | ---------- |
| Goud   | Tiffany Cohen        | USA  | OR 4.07,10 |
| Zilver | Sarah Hardcastle     | GBR  | 4.10,27    |
| Brons  | June Croft           | GBR  | 4.11,49    |
| 4      | Kimberly Linehan     | USA  | 4.12,26    |
| 5      | Anna McVann          | AUS  | 4.13,95    |
| 6      | Jolande van der Meer | NED  | 4.16,05    |
| 7      | Birgit Kowalczik     | FRG  | 4.16,33    |
| 8      | Julie Daigneault     | CAN  | 4.16,41    |

### 800 m vrije slag
| rang   | sporter              | land | tijd       |
| ------ | -------------------- | ---- | ---------- |
| Goud   | Tiffany Cohen        | USA  | OR 8.24,96 |
| Zilver | Michele Richardson   | USA  | 8.30,73    |
| Brons  | Sarah Hardcastle     | GBR  | 8.32,60    |
| 4      | Anna McVann          | AUS  | 8.37,94    |
| 5      | Carla Lasi           | ITA  | 8.42,45    |
| 6      | Jolande van der Meer | NED  | 8.42,86    |
| 7      | Monica Olmi          | ITA  | 8.47,32    |
| 8      | Karen Ward           | CAN  | 8.48,12    |

### 100 m rugslag
| rang   | sporter          | land | tijd    |
| ------ | ---------------- | ---- | ------- |
| Goud   | Theresa Andrews  | USA  | 1.02.55 |
| Zilver | Betsy Mitchell   | USA  | 1.02,63 |
| Brons  | Jolanda de Rover | NED  | 1.02,91 |
| 4      | Carmen Bunaciu   | ROU  | 1.03,21 |
| 5      | Aneta Pătrăşcoiu | ROU  | 1.03,29 |
| 6      | Svenja Schlicht  | FRG  | 1.03,46 |
| 7      | Beverley Rose    | GBR  | 1.04,16 |
| 8      | Carmel Clark     | NZL  | 1.04,47 |

### 200 m rugslag
| rang   | sporter          | land | tijd    |
| ------ | ---------------- | ---- | ------- |
| Goud   | Jolanda de Rover | NED  | 2.12,38 |
| Zilver | Amy White        | USA  | 2.13,04 |
| Brons  | Aneta Pătrăşcoiu | ROU  | 2.13,29 |
| 4      | Georgina Parkes  | AUS  | 2.14,37 |
| 5      | Tori Trees       | USA  | 2.15,73 |
| 6      | Svenja Schlicht  | FRG  | 2.15,93 |
| 7      | Carmen Bunaciu   | ROU  | 2.16,15 |
| 8      | Carmel Clark     | NZL  | 2.17,89 |

### 100 m schoolslag
| rang   | sporter             | land | tijd       |
| ------ | ------------------- | ---- | ---------- |
| Goud   | Petra van Staveren  | NED  | OR 1.09,88 |
| Zilver | Anne Ottenbrite     | CAN  | 1.10,69    |
| Brons  | Catherine Poirot    | FRA  | 1.10,70    |
| 4      | Tracy Caulkins      | USA  | 1.10,88    |
| 5      | Eva-Marie Håkansson | SWE  | 1.11,14    |
| 6      | Hiroko Nagasaki     | JPN  | 1.11,33    |
| 7      | Susan Rapp          | USA  | 1.11,45    |
| 8      | Jean Hill           | GBR  | 1.11,82    |

### 200 m schoolslag
| rang   | sporter              | land | tijd    |
| ------ | -------------------- | ---- | ------- |
| Goud   | Anne Ottenbrite      | CAN  | 2.30,38 |
| Zilver | Susan Rapp           | USA  | 2.31,15 |
| Brons  | Ingrid Lempereur     | BEL  | 2.31,40 |
| 4      | Hiroko Nagasaki      | JPN  | 2.32,93 |
| 5      | Sharon Kellett       | AUS  | 2.33,60 |
| 6      | Ute Hasse            | FRG  | 2.33,82 |
| 7      | Susannah Brownsdon   | GBR  | 2.35,07 |
| 8      | Kimberly Rhodenbaugh | USA  | 2.35,51 |

### 100 m vlinderslag
| rang   | sporter              | land | tijd    |
| ------ | -------------------- | ---- | ------- |
| Goud   | Mary T. Meagher      | USA  | 59,26   |
| Zilver | Jenna Johnson        | USA  | 1.00,19 |
| Brons  | Karin Seick          | FRG  | 1.01,36 |
| 4      | Annemarie Verstappen | NED  | 1.01,56 |
| 5      | Michelle MacPherson  | CAN  | 1.01,58 |
| 6      | Janet Tibbits        | AUS  | 1.01,78 |
| 7      | Conny van Bentum     | NED  | 1.01,94 |
| 8      | Ina Beyermann        | FRG  | 1.02,11 |

Mary T. Meagher zwom een OR in de series, tijd 59,05.

### 200 m vlinderslag
| rang   | sporter          | land | tijd       |
| ------ | ---------------- | ---- | ---------- |
| Goud   | Mary T. Meagher  | USA  | OR 2.06,90 |
| Zilver | Karen Phillips   | AUS  | 2.10,56    |
| Brons  | Ina Beyermann    | FRG  | 2.11,91    |
| 4      | Nancy Hogshead   | USA  | 2.11,98    |
| 5      | Samantha Purvis  | GBR  | 2.12,33    |
| 6      | Naoko Kume       | JPN  | 2.12,57    |
| 7      | Sonja Hausladen  | AUT  | 2.15,38    |
| 8      | Conny van Bentum | NED  | 2.17,39    |

### 200 m wisselslag
| rang   | sporter             | land | tijd       |
| ------ | ------------------- | ---- | ---------- |
| Goud   | Tracy Caulkins      | USA  | OR 2.12,64 |
| Zilver | Nancy Hogshead      | USA  | 2.15,17    |
| Brons  | Michelle Pearson    | AUS  | 2.15,92    |
| 4      | Lisa Curry          | AUS  | 2.16,75    |
| 5      | Christiane Pielke   | FRG  | 2.17,82    |
| 6      | Manuela Dalla Valle | ITA  | 2.19,69    |
| 7      | Petra Zindler       | FRG  | 2.19,86    |
| 8      | Katrine Bomstad     | NOR  | 2.20,48    |

### 400 m wisselslag
| rang   | sporter          | land | tijd    |
| ------ | ---------------- | ---- | ------- |
| Goud   | Tracy Caulkins   | USA  | 4.39,24 |
| Zilver | Suzie Landells   | AUS  | 4.48,30 |
| Brons  | Petra Zindler    | FRG  | 4.48,57 |
| 4      | Susan Heon       | USA  | 4.49,41 |
| 5      | Nathalie Gingras | CAN  | 4.50,55 |
| 6      | Donna McGinnis   | CAN  | 4.50,65 |
| 7      | Gaynor Stanley   | GBR  | 4.52,83 |
| 8      | Katrine Bomstad  | NOR  | 4.53,28 |

### 4x100 m vrije slag
| rang   | sporters                                                                            | land | tijd                    | totale tijd |
| ------ | ----------------------------------------------------------------------------------- | ---- | ----------------------- | ----------- |
| Goud   | Jenna Johnson Carrie Steinseifer Dara Torres Nancy Hogshead Jill Sterkel Mary Wayte | USA  | 56,46 55,87 55,92 55,18 | 3.43,43     |
| Zilver | Annemarie Verstappen Elles Voskes Desi Reijers Conny van Bentum Wilma van Velsen    | NED  | 55,94 56,77 55,62 56,07 | 3.44,40     |
| Brons  | Iris Zscherpe Susanne Schuster Christiane Pielke Karin Seick                        | FRG  | 57,26 56,32 56,24 55,74 | 3.45,56     |
| 4      | Michelle Pearson Angela Russell Anna McVann Lisa Curry Janet Tibbits                | AUS  | 56,51 56,97 58,26 56,05 | 3.47,79     |
| 5      | Pamela Rai Carol Klimpel Cheryl McArton Jane Kerr Maureen New                       | CAN  | 57,70 57,47 57,52 56,81 | 3.49,50     |
| 6      | June Croft Nicola Fibbens Debra Gore Annabelle Cripps                               | GBR  | 57,49 57,33 57,24 58,06 | 3.50,12     |
| 7      | Maria Kardum Agneta Eriksson Petra Hilder Karin Furuhed Malin Rundgren              | SWE  | 57,93 57,19 57,90 58,22 | 3.51,24     |
| 8      | Caroline Amoric Sophie Kamoun Veronique Jardin Lawrence Bensimon                    | FRA  | 58,58 57,24 57,83 58,50 | 3.52,15     |

### 4x100 m wisselslag
| rang   | sporters | land | tijd                          | totale tijd |
| ------ | --- | ---- | ----------------------------- | ----------- |
| Goud   | Theresa Andrews Tracy Caulkins Mary T. Meagher Nancy Hogshead Betsy Mitchell Susan Rapp Jenna Johnson Carrie Steinseifer | USA  | 1.04,00 1.11,03 58,04 55,27   | 4.08,34     |
| Zilver | Svenja Schlicht Ute Hasse Ina Beyermann Karin Seick                                                                      | FRG  | 1.03,20 1.11,49 1.01,27 56,01 | 4.11,97     |
| Brons  | Reema Abdo Anne Ottenbrite Michelle MacPherson Pamela Rai                                                                | CAN  | 1.04,19 1.10,87 1.01,28 56,64 | 4.12,98     |
| 4      | Beverley Rose Jean Hill Nicola Fibbens June Croft                                                                        | GBR  | 1.04,14 1.12,00 1.01,83 56,08 | 4.14,05     |
| 5      | Manuela Carosi Manuela Dalla Valle Roberta Lanzarotti Silvia Persi                                                       | ITA  | 1.05,48 1.11,32 1.03,50 57,10 | 4.17,40     |
| 6      | Eva Gysling Patricia Brülhart Carole Brook Marie-Therese Armentero                                                       | SUI  | 1.05,61 1.12,59 1.03,07 57,75 | 4.19,02     |
| —      | Naomi Sekido Hiroko Nagasaki Naoko Kume Kaori Yanase                                                                     | JPN  | 1.05,67 1.12,09 —             | DQ          |
| —      | Anna-Karin Eriksson Eva-Marie Håkansson Agneta Eriksson Maria Kardum                                                     | SWE  | 1.05,70 —                     | DQ          |

## Medaillespiegel
| Plaats | Land                     | NOC    | Goud | Zilver | Brons | Totaal |
| ------ | ------------------------ | ------ | ---- | ------ | ----- | ------ |
| 1      | Verenigde Staten         | USA    | 21   | 13     | 0     | 34     |
| 2      | Canada                   | CAN    | 4    | 3      | 3     | 10     |
| 3      | Bondsrepubliek Duitsland | FRG    | 2    | 3      | 6     | 11     |
| 4      | Nederland                | NED    | 2    | 1      | 3     | 6      |
| 5      | Australië                | AUS    | 1    | 5      | 6     | 12     |
| 6      | Groot-Brittannië         | GBR    | 0    | 1      | 4     | 5      |
| 7      | Frankrijk                | FRA    | 0    | 1      | 1     | 2      |
| 8      | Brazilië                 | BRA    | 0    | 1      | 0     | 1      |
| 9      | Zweden                   | SWE    | 0    | 0      | 2     | 2      |
| 10     | België                   | BEL    | 0    | 0      | 1     | 1      |
| 10     | Roemenië                 | ROU    | 0    | 0      | 1     | 1      |
| 10     | Venezuela                | VEN    | 0    | 0      | 1     | 1      |
| 10     | Zwitserland              | SUI    | 0    | 0      | 1     | 1      |
| Totaal | Totaal                   | Totaal | 30   | 28     | 29    | 87     |

Athene 1896 · 
Parijs 1900 · 
St. Louis 1904 · 
Londen 1908 · 
Stockholm 1912 · 
Antwerpen 1920 · 
Parijs 1924 · 
Amsterdam 1928 · 
Los Angeles 1932 · 
Berlijn 1936 · 
Londen 1948 · 
Helsinki 1952 · 
Melbourne 1956 · 
Rome 1960 · 
Tokio 1964 · 
Mexico-stad 1968 · 
München 1972 · 
Montréal 1976 · 
Moskou 1980 · 
Los Angeles 1984 · 
Seoel 1988 · 
Barcelona 1992 · 
Atlanta 1996 · 
Sydney 2000 · 
Athene 2004 · 
Peking 2008 · 
Londen 2012 · 
Rio de Janeiro 2016 ·
Tokio 2020 ·
Parijs 2024 ·
Los Angeles 2028 
Medaillewinnaars · Olympische records
Atletiek · Basketbal · Boksen · Boogschieten · Gewichtheffen · Gymnastiek · Handbal · Hockey · Honkbal (demonstratie) · Judo · Kanovaren · Moderne vijfkamp · Paardensport · Roeien · Schermen · Schietsport · Schoonspringen · Synchroonzwemmen · Tennis (demonstratie) · Voetbal · Volleybal · Waterpolo · Wielersport · Worstelen · Zeilen · Zwemmen